# Bedeker kaszubski
Bedeker kaszubski – jednotomowy, słownik encyklopedyczny poświęcony Kaszubom, który wydany został w latach 1962-1978 w Gdańsku przez Wydawnictwo Morskie  .

## Opis
Encyklopedia ma charakter pracy zbiorowej. Zredagowały ją i opracowały Izabella Trojanowska oraz Róża Ostrowska. Pierwsze wydanie opublikowane zostało w Gdańsku w 1962 roku . Kolejne, poprawione edycje ukazywały się w latach późniejszych w 1974  i w 1978 .
Leksykon ukazał się w jednym tomie liczącym 513 stron. Jest ilustrowany, zawiera czarno białe zdjęcia i rysunki oraz mapę Kaszub. W treści w alfabetycznym porządku podano informacje o historii i kulturze Kaszub oraz biogramy osób z nimi związanych; badaczy, artystów, pisarzy itp. .
Bedeker kaszubski opracowano głównie z myślą o przybywających na Kaszuby turystach. Uwzględniono w nim wiele haseł o charakterze krajobrazowo-turystycznym oraz folklorystycznym. Praca zawiera ciekawostki, podania, przypowieści.